# Four Songs (Alexi Murdoch)
Four Songs è il primo EP del cantautore folk Alexi Murdoch, pubblicato nel novembre 2002 in una tiratura limitata di sole 40 000 copie.

## Il disco
Murdoch inizia a lavorare ad alcuni brani per l'EP ad inizio 2001 e, a novembre 2002, decide di pubblicare il suo primo lavoro indipendentemente senza affidarsi ad una casa discografica di Los Angeles ma vendendolo esclusivamente sul sito CD Baby il quale vende tutte le 40.000 copia disponibili rendendolo il CD più venduto del sito (con l'arrivo del digital download, l'EP sarà in seguito rilasciato anche sui vari store digitali).
Il disco, come suggerisce il titolo, contiene 4 brani 3 dei quali (Orange Sky, Blue Mind e Song For You) verranno ripubblicati in una versione leggermente differente nel suo primo album in studio Time Without Consequence. Da questo lavoro spicca Orange Sky che, oltre a diventare uno dei pezzi cardine nella discografia del cantautore britannico, verrà utilizzata spesso negli anni successivi in numerose serie TV e film.

## Tracce
1. It's Only Fear – 4:22
2. Orange Sky – 6:19
3. Blue Mind – 5:15
4. Song For You – 4:17